# 7th Grade Civil Servant
7th Grade Civil Servant (en hangul, 7급 공무원; en hanja, 七級公務員; romanización revisada, 7geup gongmuwon), conocida también en español como Siervo Civil de 7.º Grado, es una serie de televisión surcoreana de comedia romántica emitida originalmente en 2013 por MBC. Es protagonizada por Choi Kang Hee y Joo Won.
Fue emitida en su país de origen desde el 23 de enero hasta el 28 de marzo de 2013, con una longitud de 20 episodios al aire las noches de los días miércoles y jueves a las 21:55 (KST). Está basada en la película homónima de 2009 dirigida por Shin Tae Ra.

## Argumento
Han Gil Ro (Joo Won) da cuenta de su sueño de convertirse en un hombre internacional de misterio, después de una infancia dedicada a ver películas de James Bond. Kim Seo Won (Choi Kang Hee) se define como una agente torpe, pero decidida, pero no todo 007 es glamour. Tanto Gil Ro como Seo Won deben aprender lo que se necesita para mantener su deber jurado, incluso a costa de su felicidad y sus vidas.

## Reparto

### Personajes principales
- Choi Kang-hee como Kim Seo Won / Kim Kyung Ja
- Joo Won como Han Gil Ro / Han Pil Hoon.

### Personajes secundarios
- Hwang Chansung como Gong Do Ha.
- Kim Min Seo como Shin Sun Mi.
- Ahn Nae-sang como Kim Won-seok.
- Jang Young-nam como Jang Young Soon.
- Kim Soo Hyun como Mi Rae.
- Im Yoon Ho como JJ / Choi Woo Jin.
- Dokgo Young Jae como Han Joo Man.
- Im Ye Jin como Go Soo Ja.
- Lee Han-wi como Kim Pan-seok.
- Kim Mi Kyung como Oh Mak Nae.
- Noh Young Hak como Kim Min Ho.
- Choi Jong Hwan como Oh Kwang Jae.
- Ha Shi Eun como Jin Joo.
- Son Jin Young como Kim Poong Eon.
- Lee El como Park Soo Young.
- Jung In Gi como Kim Sung Joon.
- Seo Seung Man como IT&TI manager.
- Lee Hye Eun como Esposa de Won Suk.
- Uhm Tae Woong como Choi Woo Hyuk.

## Recepción

### Audiencia
| Ep. #    | Fecha de emisión      | Share        | Share        | Share       | Share       |
| Ep. #    | Fecha de emisión      | TNmS Ratings | TNmS Ratings | AGB Nielsen | AGB Nielsen |
| Ep. #    | Fecha de emisión      | Nacional     | Seúl         | Nacional    | Seúl        |
| -------- | --------------------- | ------------ | ------------ | ----------- | ----------- |
| 1        | 23 de enero de 2013   | 12.8%        | 15.6%        | 12.7%       | 14.6%       |
| 2        | 24 de enero de 2013   | 14.0%        | 16.0%        | 14.5%       | 16.9%       |
| 3        | 30 de enero de 2013   | 16.0%        | 18.1%        | 15.9%       | 18.1%       |
| 4        | 31 de enero de 2013   | 15.8%        | 18.8%        | 15.2%       | 17.2%       |
| 5        | 6 de febrero de 2013  | 17.1%        | 20.1%        | 16.0%       | 17.7%       |
| 6        | 7 de febrero de 2013  | 14.9%        | 16.8%        | 14.3%       | 16.0%       |
| 7        | 13 de febrero de 2013 | 13.3%        | 14.0%        | 12.7%       | 13.3%       |
| 8        | 14 de febrero de 2013 | 13.8%        | 15.1%        | 12.1%       | 13.2%       |
| 9        | 20 de febrero de 2013 | 12.6%        | 12.9%        | 12.5%       | 13.8%       |
| 10       | 21 de febrero de 2013 | 12.4%        | 13.1%        | 11.4%       | 12.5%       |
| 11       | 27 de febrero de 2013 | 11.8%        | 13.2%        | 10.0%       | 10.7%       |
| 12       | 28 de febrero de 2013 | 11.0%        | 11.8%        | 10.6%       | 11.8%       |
| 13       | 6 de marzo de 2013    | 10.0%        | 10.6%        | 9.2%        | 10.8%       |
| 14       | 7 de marzo de 2013    | 9.9%         | 11.3%        | 9.9%        | 10.8%       |
| 15       | 13 de marzo de 2013   | 8.8%         | 9.3%         | 7.9%        | 8.8%        |
| 16       | 14 de marzo de 2013   | 9.0%         | 8.8%         | 8.5%        | 9.1%        |
| 17       | 20 de marzo de 2013   | 9.3%         | 10.9%        | 9.8%        | 10.9%       |
| 18       | 21 de marzo de 2013   | 9.5%         | 10.8%        | 8.4%        | 9.0%        |
| 19       | 27 de marzo de 2013   | 7.9%         | 8.4%         | 7.5%        | 7.7%        |
| 20       | 28 de marzo de 2013   | 9.0%         | 9.4%         | 8.4%        | 8.6%        |
| Promedio | Promedio              | 12.0%        | 13.2%        | 11.4%       | 12.6%       |

### Premios y nominaciones
| Año  | Premio                | Categoría                                              | Nominado       | Resultado |
| ---- | --------------------- | ------------------------------------------------------ | -------------- | --------- |
| 2013 | Premios Baeksang Arts | Actor más popular (TV)                                 | Hwang Chansung | Nominado  |
| 2013 | Premios Baeksang Arts | Actriz más popular (TV)                                | Choi Kang Hee  | Nominado  |
| 2013 | Premios MBC Drama     | Premio a la máxima excelencia, actriz en una miniserie | Choi Kang Hee  | Nominado  |
| 2013 | Premios MBC Drama     | Premio a la excelencia, actor en una miniserie         | Joo Won        | Ganador   |

## Banda sonora
1. Junho y Taecyeon (2PM ) - «Way To You»
2. Park Ji Heon - «Flowers»
3. Big Baby Driver - «A Stranger»
4. Han Byul (LED Apple) - «I`ll Be There For You»
5. SpinEL - «Why Did Not You Say»
6. Melody Day - «Cram»
7. Ashgray - «Love did not know how»

## Emisión internacional
- Birmania: SkyNet (2014).
- Filipinas: Net 25 (2014).
- Hong Kong: Drama Channel (2013), No.1 Channel (2013) y J2 (2014).
- Japón: KNTV (2013).[9]
- Malasia: TV9.
- Singapur: VV Drama (2015).
- Tailandia: WorkpointTV.
- Taiwán: ETTV (2014).